# Pachetra leucophaea
Pachetra leucophaea là một loài bướm đêm trong họ Noctuidae.